# Solveig Nordlund
Solveig Agneta Nordlund Seixas Dos Santos, född Solveig Agneta Nordlund 9 juni 1943 i Stockholm, är en svensk film- och teaterregissör, manusförfattare, filmklippare och producent.
Nordlund har en fil. kand. från Stockholms universitet och kom i början av 1960-talet i kontakt med portugisisk film i mötet med den portugisiske filmregissören Alberto Seixas Santos, som hon sedan gifte sig med. Hon kom att arbeta som bland annat filmklippare åt flera kända portugisiska regissörer. 1972–74 gick hon filmutbildning i Paris och har sedan 1970-talet skrivit och regisserat egna filmer och teaterproduktioner i såväl Portugal som Sverige; däribland filmatiseringen av Henning Mankells Comédia infantil i Moçambique 1998, för vilken hon bland annat nominerades till en Guldbagge för "Bästa regi" 1999. Bland ett flertal internationellt prisbelönta verk kan också nämnas den mångfaldigt prisade kortfilmen Bergtagen (1994), om narkomaner i Stockholm. Hon är även verksam i ett kvinnligt produktionsnätverk i Mid Nordic Film Region i norra Sverige. Hon har dessutom verkat som skribent och översättare.

## Filmografi som regissör (Urval)
- 1982 – Dina e Django (Portugal)
- 1984 – Minnen från byn Torrom
- 1986 – Resan till Orion
- 1993 – Marguerite Duras (dokumentär)
- 1994 – Bergtagen (dokumentär)
- 1994 – I morgon, Mario
- 1998 – Comédia infantil
- 2002 – Aparelho Voador a Baixa Altitude (Portugal)
- 2003 – Pappas flicka (Portugal)
- 2005 – Moster Linnea och världen
- 2010 – O Espelho Lento, kortfilm (Portugal)
- 2011 – Carlos Gardels död  (Portugal)